# 吉翰
吉翰（372年—431年）字休文，馮翊池陽人，東晉至南朝宋政治人物。曾任龍驤將軍劉道憐參軍、征虜左軍參軍、員外散騎侍郎，並跟隨劉道憐北伐南燕有功，朝廷賜爵建城縣五等男。後轉劉道憐驃騎中兵參軍、從事中郎。永初三年（422年），轉劉道憐太尉司馬。劉義隆元嘉元年（424年），任督梁南秦二州諸軍事、龍驤將軍、西戎校尉、梁南秦二州刺史。元嘉三年（426年），仇池氐楊興平遣使歸順劉宋，吉翰遣始平太守龐諮佔據武興。仇池大帥楊玄遣弟楊難當率眾阻撓龐諮，又遣將強鹿皮前往白水。結果被龐諮擊破，楊難當等人撤離。同年，吉翰轉任督益寧二州梁州之巴西梓潼宕渠南漢中秦州之安固懷寧六郡諸軍事、益州刺史，將軍如故。元嘉六年（429年），轉任彭城王劉義康司徒司馬，加輔國將軍、持節、監司雍并三州諸軍事、司州刺史，將軍如故。元嘉七年（430年），再次擔任司徒司馬，將軍如故。同年，又任假節、監徐兗二州豫州之梁郡諸軍事、徐州刺史，將軍如故。元嘉八年（431年）在任內去世，時年六十歲。朝廷追贈征虜將軍，持節、監、刺史如故。

## 延伸阅读
[在维基数据编辑]
 《宋書·卷65》，出自沈约《宋书》